# 25. april
25. april je 115. dan leta (116. v prestopnih letih) v gregorijanskem koledarju. Ostaja še 250 dni.

## Dogodki
- 1626 – Albrecht von Wallenstein v bitki pri Dessauu premaga protestantske enote pod vodstvom Ernesta von Mansfelda
- 1719 – Daniel Defoe objavi roman Robinson Crusoe
- 1846 – mehiško-ameriška vojna: začnejo se spori zaradi mej Teksasa
- 1848 – Avstrija je dobila svojo prvo ustavo
- 1859 – začetek gradnje Sueškega prekopa
- 1862 – ameriška državljanska vojna: zvezne enote admirala Davida Farraguta zavzamejo mesto New Orleans (zvezna država Louisiana) v konfederacijskih rokah
- 1869 – v Drnovku pod Biljano poteka četrti slovenski tabor
- 1915 – začne se bitka za Gallipoli
- 1918 – britanske in avstralske čete zaustavijo nemški napad pri Amiensu
- 1943 – ZSSR in poljska vlada v Londonu pretrgata diplomatske stike
- 1945:
  - pričetek konference v San Franciscu, sledi podpis ustanovne listine OZN
  - pri Torgauu ob Labi se srečajo ameriške in sovjetske enote
  - zavezniško letalstvo ponovno bombardira Jesenice
- 1953 – na 4. kongresu Ljudske fronte Jugoslavije je ustanovljena Socialistična zveza delovnega ljudstva (SZDL)
- 1974 – na Portugalskem se je z vojaškim prevratom končala skoraj 50-letna fašistična diktatura
- 1982 – Egipt si po petnajstletni izraelski zasedbi ponovno pripoji Sinaj
- 2015 – potres v Nepalu z magnitudo 7,8 zahteva več kot 7.700 življenj

## Rojstva
- 1194 – Ezzelino III. da Romano, italijanski vojskovodja, gibelin († 1259)
- 1211 – Friderik II., avstrijski in štajerski vojvoda († 1246)
- 1214 – Ludvik IX., francoski kralj († 1270)
- 1228 – Konrad IV., kralj Nemčije, Sicilije, Jeruzalema († 1254)
- 1284 – Edvard II., angleški kralj († 1327)
- 1286 – Roger Mortimer, angleški regent, 1. grof March († 1330)
- 1529 – Frane Petrić (italijansko: Francesco Patrizi), hrvaško-italijanski renesančni humanist († 1597)
- 1599 – Oliver Cromwell, angleški vojskovodja, državnik († 1658)
- 1714 – Emmerich de Vattel, švicarski pravnik († 1767)
- 1823 – Abdulmedžid I., sultan Osmanskega cesarstva († 1861)
- 1842 – François Hennebique, francoski inženir († 1921)
- 1849 – Felix Christian Klein, nemški matematik († 1925)
- 1874 – Guglielmo Marconi, italijanski elektroinženir, izumitelj, nobelovec 1909 († 1937)
- 1900 – Wolfgang Ernst Pauli, avstrijsko-ameriški fizik, nobelovec 1945 († 1958)
- 1903 – Andrej Nikolajevič Kolmogorov, ruski matematik († 1987)
- 1917 – Ella Fitzgerald, ameriška jazzovska pevka († 1996)
- 1918 – Gérard Henri de Vaucouleurs, francosko-ameriški astronom († 1995)
- 1940 – Alfredo James »Al« Pacino, ameriški filmski igralec
- 1961 – Miran Tepeš, slovenski smučarski skakalec
- 1969 – Renée Zellweger, ameriška igralka
- 1976 – Timothy Theodore »Tim« Duncan, ameriški košarkar
- 1980 – Alejandro Valverde, španski cestni kolesar
- 1981 – Anja Pärson, švedska alpska smučarka

## Smrti
- 1185 –  cesar Antoku, 81. japonski cesar (* 1178)
- 1196 – Alfonz II., aragonski kralj (* 1157)
- 1217 – Herman I., deželni grof Turingije (* 1155)
- 1228 – Izabela II. Jeruzalemska, jeruzalemska kraljica, v zakonu s Friderikom II. Nemškim sicilska kraljica, rimsko-nemška cesarica (* 1212)
- 1271 – Mojster Gerhard, nemški arhitekt in gradbeni inženir
- 1295 – Sančo IV., kastiljski kralj (* 1258)
- 1342 – papež Benedikt XII. (* 1280)
- 1362 – Muhamed VI., granadski emir (* 1332)
- 1496 – Tomaž Prelokar, slovenski škof (* okrog 1430)
- 1595 – Torquato Tasso, italijanski pesnik (* 1544)
- 1635 – Alessandro Tassoni, italijanski pesnik, pisatelj (* 1565)
- 1647 – Matthias Gallas, avstrijski general (* 1584)
- 1744 – Anders Celsius, švedski astronom (* 1701)
- 1840 – baron Siméon-Denis Poisson, francoski fizik, matematik, geometer (* 1781)
- 1889 – Janez Šubic, slovenski slikar (* 1850)
- 1912 – Josip Gorup, slovenski poslovnež in mecen (* 1834)
- 1913 – Mihajlo Mihajlovič Kocjubinski, ukrajinski pisatelj (* 1864)
- 1927 – Boris Vladimirovič Anenkov, ataman sibirskih kozakov  (* 1889)
- 1928 – Pjotr Nikolajevič Wrangel, ruski general (* 1878)
- 1938 – Rudolf Stammler, nemški pravnik, pedagog (* 1856)
- 1988 – Clifford Donald Simak, ameriški pisatelj (* 1904)
- 1995 – Ginger Rogers, ameriška filmska igralka, plesalka, pevka (* 1911)
- 1999 – Michael Morris - lord Killanin, irski športni novinar, predsednik MOK-a (* 1914)

## Prazniki in obredi
- Sveti Marko Evangelist
- Etiopija – koptski dobri petek